# Bảo Đại
(B. Droz, Storia della decolonizzazione nel XX secolo, Mondadori, Milano 2007, p. 128.)
Bảo Đại (Huế, 22 ottobre 1913 – Parigi, 30 luglio 1997) è stato un imperatore e politico vietnamita.
Fu imperatore di Annam e del Tonchino dal 1926 al 1945, poi imperatore del Vietnam per alcuni mesi nel 1945 e infine l'imperatore dello Stato del Vietnam dal 1949 al 1955, anno in cui la monarchia fu abolita e il Paese diviso in Vietnam del Nord e Vietnam del Sud.

## Biografia
Figlio di Khải Định, nominato sovrano dai francesi (Indocina francese), succedette al padre nel 1926. Dopo che le forze di occupazione giapponesi presero in mano il paese rimuovendo i collaborazionisti francesi, il Vietnam divenne nel luglio 1945 uno Stato fantoccio giapponese denominato Impero del Vietnam, con a capo nel rango di imperatore Bao Dai. La presa del potere da parte del Viet Minh un mese dopo e la sconfitta giapponese nella guerra costrinse l'imperatore ad abdicare il 26 agosto e a scegliere la via dell'esilio a Hong Kong. 
Lontano per lunghi periodi dalle vicende del suo paese, Bao Dai era divenuto noto alla vita mondana francese per i suoi lussuosi soggiorni in Costa Azzurra. Nel 1949, rientrato in Vietnam, divenne sovrano di uno Stato formalmente indipendente da Parigi, ma di fatto ridotto al livello di colonia nell'ambito dell'Unione francese. Nel 1955 con la sconfitta militare francese e la proclamazione della Repubblica del Vietnam del Sud si ritirò in Francia ove morì e venne sepolto presso il Cimitero di Passy a Parigi.

## Discendenza
Bảo Đại sposò Nam Phương (prima moglie), dalla quale ebbe i seguenti figli:
- Bảo Long, principe della corona (1936-2007).
- Principessa Phương Mai (1937-2021).
- Principessa Phương Liên (n. 1938).
- Principessa Phương Dung (n. 1942).
- Principe Bảo Thắng (n. 1943).

## Ascendenza
|                              |   |                                    | Genitori |  |  | Nonni |  |  | Bisnonni               |  |  | Trisnonni |  |
|                              |   |                                    |          |  |  |       |  |  | Hồng Cai, Duca di Kiến |  |  | Thiệu Trị |  |
|                              |   |                                    |          |  |  |       |  |  | Hồng Cai, Duca di Kiến |  |  | Thiệu Trị |  |
|                              |   | …                                  |          |  |  |       |  |  | Hồng Cai, Duca di Kiến |  |  |           |  |
| Đồng Khánh                   |   |                                    |          |  |  |       |  |  | Hồng Cai, Duca di Kiến |  |  |           |  |
|                              |   | Búi Thị Thạnh                      | …        |  |  |       |  |  |                        |  |  |           |  |
|                              |   | Búi Thị Thạnh                      | …        |  |  |       |  |  |                        |  |  |           |  |
|                              |   | Búi Thị Thạnh                      | …        |  |  |       |  |  |                        |  |  |           |  |
| Khải Định                    |   | Búi Thị Thạnh                      |          |  |  |       |  |  |                        |  |  |           |  |
|                              |   | Dương Quang Hường, Duca di Phú Lộc | …        |  |  |       |  |  |                        |  |  |           |  |
|                              |   | Dương Quang Hường, Duca di Phú Lộc | …        |  |  |       |  |  |                        |  |  |           |  |
|                              |   | Dương Quang Hường, Duca di Phú Lộc | …        |  |  |       |  |  |                        |  |  |           |  |
| Hựu Thiên Thuần              |   | Dương Quang Hường, Duca di Phú Lộc |          |  |  |       |  |  |                        |  |  |           |  |
|                              |   | …                                  | …        |  |  |       |  |  |                        |  |  |           |  |
|                              |   | …                                  | …        |  |  |       |  |  |                        |  |  |           |  |
|                              |   | …                                  | …        |  |  |       |  |  |                        |  |  |           |  |
| Bảo Đại                      |   | …                                  |          |  |  |       |  |  |                        |  |  |           |  |
|                              | … | …                                  |          |  |  |       |  |  |                        |  |  |           |  |
|                              | … | …                                  |          |  |  |       |  |  |                        |  |  |           |  |
|                              | … | …                                  |          |  |  |       |  |  |                        |  |  |           |  |
| Hoàng Văn Tích, Duca di Nghi | … |                                    |          |  |  |       |  |  |                        |  |  |           |  |
|                              |   | …                                  | …        |  |  |       |  |  |                        |  |  |           |  |
|                              |   | …                                  | …        |  |  |       |  |  |                        |  |  |           |  |
|                              |   | …                                  | …        |  |  |       |  |  |                        |  |  |           |  |
| Hoàng Thị Cúc                |   | …                                  |          |  |  |       |  |  |                        |  |  |           |  |
|                              |   | …                                  | …        |  |  |       |  |  |                        |  |  |           |  |
|                              |   | …                                  | …        |  |  |       |  |  |                        |  |  |           |  |
|                              |   | …                                  | …        |  |  |       |  |  |                        |  |  |           |  |
| …                            |   | …                                  |          |  |  |       |  |  |                        |  |  |           |  |
|                              |   | …                                  | …        |  |  |       |  |  |                        |  |  |           |  |
|                              |   | …                                  | …        |  |  |       |  |  |                        |  |  |           |  |
|                              |   | …                                  | …        |  |  |       |  |  |                        |  |  |           |  |
|                              |   | …                                  |          |  |  |       |  |  |                        |  |  |           |  |